# Cérémonie d'ouverture des Jeux olympiques de la jeunesse d'hiver de 2012
La cérémonie d'ouverture des Jeux olympiques de la jeunesse d'hiver de 2012 a eu lieu le 13 janvier 2012 au Tremplin de Bergisel à Innsbruck (Tyrol, Autriche). Plus de 15 000 personnes ont assisté à la cérémonie.
La parade des nations a eu lieu avant la cérémonie. La cérémonie comprenait une conversation sur scène de Basss-T et Olympia qui évoquait les Jeux de 1964 et 1976. Heinz Fischer, le président autrichien, a déclaré les Jeux ouverts avant que l'hymne olympique soit joué en même temps que l'élévation du drapeau olympique. Christina Ager a prononcé le serment des athlètes avec une erreur en disant le mot « scheiße », provoquant les applaudissements du public. Les trois vasques olympiques ont été allumées avant ceux de la cérémonie d'ouverture des Jeux olympiques d'hiver en 1976, où deux vasques avaient été allumées. La vasque de 1964 a été allumée par Egon Zimmermann, Franz Klammer a allumé la vasque de 1976 et Paul Gerstgraser, celle de 2012.